# 1980年电视
| 每年电视： | 1977年 \| 1978年 \| 1979年 \| 1980年 \| 1981年 \| 1982年 \| 1983年 \| |
|            |                                                                       |

## 出生
参见： 1980年出生
- 2月26日——方力申，前香港游泳代表隊成員，於香港擁有多項游泳紀錄，現為香港歌手及演員，
- 5月24日——張栢芝，香港演員。
- 7月18日——廣末涼子，日本歌手及演員。
- 8月29日——謝霆鋒，香港歌手及演員。
- 9月20日——胡歌，中国演员。
- 10月7日——陳冠希，香港歌手及演員。
- 12月13日——黃宗澤，香港歌手及演員。
- 12月30日——關智斌，香港歌手及演員，前香港男子二人組合Boy'z成員。

## 逝世
参见： 1980年逝世